# Дністер (Заліщики)
ФК «Дністер Заліщики» — колишній професійний, сьогодні аматорський український футбольний клуб з міста Заліщики Тернопільської області.

## Відомості
Виступав у перехідній (1992), другій (1992/1993, 1993/1994) та третій (1994/1995) лігах чемпіонату України. Після першого кола третьої ліги чемпіонату 1994/1995 років команда знялася з чемпіонату. У 1995 році позбавлена статусу професіоналів.
- 1995—2004 — Чемпіонат Заліщицького району з футболу
- У 2004 грає у Чемпіонаті Тернопільської області з футболу i стає чемпіоном.
- З 2005 по 2011 виступала у чемпіонаті Заліщицького району з футболу
- 2011 рік — Чемпіонат Тернопільської області з футболу — 4 місце
- 2012 рік — Чемпіонат Тернопільської області з футболу — 3 місце
- 2013 рік — Чемпіонат Тернопільської області з футболу — 2 місце, фіналіст Кубка області з футболу
- 2019 рік — Чемпіонат Тернопільської області з футболу — 2 місце, фіналіст Кубка області з футболу
- 2022 рік — Чемпіонат Тернопільської області з футболу  (Перша ліга) — 1 місце.
- 2023 рік — Чемпіонат Тернопільської області з футболу  (Вища ліга) — 3 місце.
- 2024 рік — Чемпіонат Тернопільської області з футболу  (Вища ліга) — 2 місце
- 2025 рік —  Чемпіонат України з футболу серед аматорів — 1 місце[2].

## Склад команди
Сезон 2024/2025

| №  | Поз. | Нац.    | Гравець            |
| -- | ---- | ------- | ------------------ |
| 1  | ВР   | Україна | Єгор Попович       |
| 12 | ВР   | Україна | Віталій Кузняк     |
| 71 | ВР   | Україна | Іван Кравець       |
| 8  | ЗХ   | Україна | Андрій Малащук     |
| 14 | ЗХ   | Україна | Іван Кірієнко      |
| 23 | ЗХ   | Україна | Олег Тракало       |
| 24 | ЗХ   | Україна | Валентин Пасічник  |
| 25 | ЗХ   | Україна | Станіслав Бацман   |
| 77 | ЗХ   | Україна | Тарас Червонецький |
| 7  | ПЗ   | Україна | Володимир Мостовий |
| 13 | ПЗ   | Україна | Андрій Шишигін     |
| 14 | ПЗ   | Україна | Іван Дячинський    |

| №  | Поз. | Нац.    | Гравець           |
| -- | ---- | ------- | ----------------- |
| 16 | ПЗ   | Україна | Іван Федчишин     |
| 17 | ПЗ   | Україна | Данііл Шелаєв     |
| 18 | ПЗ   | Україна | Олександр Павлусь |
| 19 | ПЗ   | Україна | Микола Ландяк     |
| 20 | ПЗ   | Україна | Дмитро Бобик      |
| 29 | ПЗ   | Україна | Валентин Білик    |
| 7  | НП   | Україна | Роман Голодрига   |
| 9  | НП   | Україна | Юрій Захарків     |
| 11 | НП   | Україна | Назар Процик      |

## Професійні виступи

### Чемпіонат України
| Сезон     | Чемпіонат       | Чемпіонат | Чемпіонат | Чемпіонат | Чемпіонат | Чемпіонат | Чемпіонат | Чемпіонат |
| Сезон     | Ліга            | Місце     | І         | В         | Н         | П         | РМ        | О         |
| --------- | --------------- | --------- | --------- | --------- | --------- | --------- | --------- | --------- |
| 1992      | Перехідна ліга  | 1         | 16        | 8         | 5         | 3         | 15-13     | 21        |
| 1992/1993 | Друга ліга      | 15        | 34        | 11        | 5         | 18        | 30-45     | 27        |
| 1993/1994 | Друга ліга      | 21        | 42        | 10        | 9         | 23        | 29-62     | 29        |
| 1994/1995 | Третя ліга      | 22        | 42        | 5         | 4         | 33        | 18-40     | 19        |
| 2024/2025 | Аматорська ліга | 2         | 18        | 13        | 1         | 4         | 45-15     | 40        |

### Кубок України
- 1992/1993  1/64 фіналу: «Лада» (Чернівці) 1:0 «Дністер».
- 1993/1994 1/64 фіналу: «Покуття» (Коломия) 4:1 «Дністер».
- 1994/1995 1/64 фіналу: «Лада» (Чернівці) 1:0 «Дністер».

## Досягнення
- Чемпіонат Тернопільської області
  -  Чемпіон: 1974, 1990, 2004.
  -  Бронзовий призер: 2023.

- Чемпіонат Першої ліги Тернопільської області
  -  Чемпіон: 2019, 2022.

- Кубок Тернопільської області
  -  Переможець: 1970, 1972, 1988, 1990.

- Суперкубок Тернопільської області 
  -  Переможець: 2005, 2014.

- Зимовий кубок Тернопільської області 
  -  Переможець: 2023, 2024[3].

- Чемпіонат України  серед аматорів
  -  Чемпіон: 2024/2025.

## Відомі люди

### Тренери
- Петро Дідик
- Василь Івегеш[4]
- Олег Шелаєв
- Руслан Костишин
- Олег Краснопьоров

### Гравці
- Микола Головачук
- Петро Бадло
- Петро Дідик
- Михайло Рябий
- Андрій Гордей